# 붉은여우의 오스트레일리아 침입
붉은여우(영어: red fox, 학명: Vulpes vulpes)는 오스트레일리아에서 침입외래종으로서 자연보전에 있어서 심각한 문제가 되고 있다. 2012년 추산하기로 오스트레일리아에는 720만 마리 이상의 붉은여우가 살고 있으며, 그 서식지가 오스트레일리아 전역으로 계속 넓어지고 있다. 빠른 확산속도와 생태계에 미치는 악영향 때문에 가장 심각한 오스트레일리아의 침입종 가운데 하나로 꼽히고 있다.